# Memoriał Alfreda Smoczyka 1987

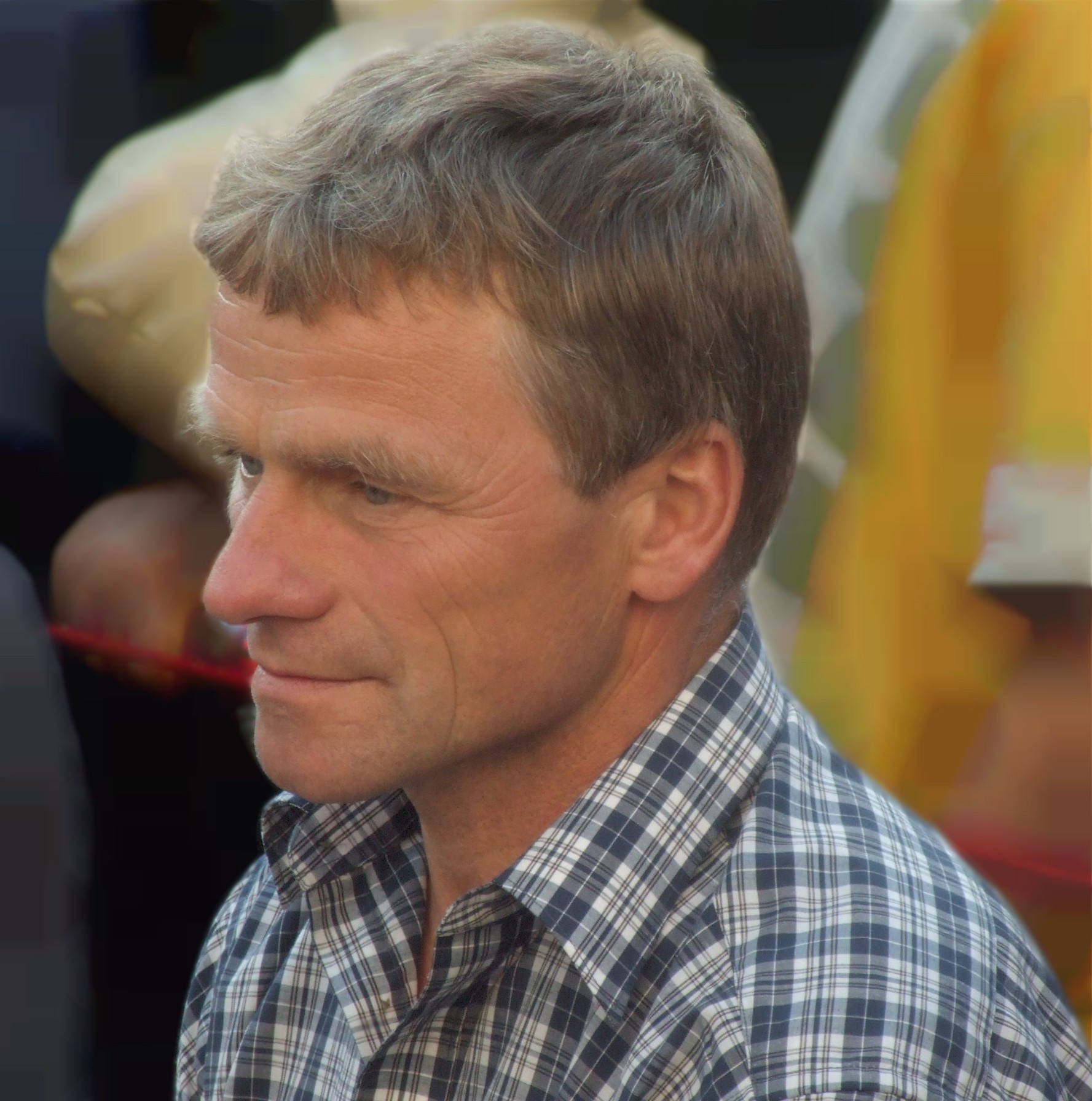
Andrzej Huszcza

XXXVII Memoriał Alfreda Smoczyka odbył się 9 września 1987 r. Wygrał Andrzej Huszcza z Falubazu Zielona Góra

## Wyniki
- 9 września 1987 r. (środa), Stadion im. Alfreda Smoczyka (Leszno)

| Msc. | Zawodnik                  | Klub/Kraj            | Pkt   |                   |  |
| ---- | ------------------------- | -------------------- | ----- | ----------------- |  |
| 1    | (24) Andrzej Huszcza      | Falubaz Zielona Góra | 22+5  | (5,4,3,5,4,1) +5  |  |
| 2    | (13) Lubomír Jedek        | Czechosłowacja       | 22+4  | (4,3,5,2,3,5) +4  |  |
| 3    | (1) Zenon Kasprzak        | Unia Leszno          | 26+3  | (5,5,4,4,3,5) +3  |  |
| 4    | (3) Piotr Pawlicki        | Unia Leszno          | 20+2  | (u,2,5,5,4,4) +2  |  |
| 5    | (8) Jan Holub             | Czechosłowacja       | 17+1  | (4,4,w,1,5,3) +1  |  |
| 6    | (16) Wojciech Żabiałowicz | Apator Toruń         | 19+d  | (2,5,4,0,5,3) +d  |  |
| 7    | (15) Zbigniew Krakowski   | Unia Leszno          | 18+5  | (5,4,4,3,1,2) +5  |  |
| 8    | (23) Eugeniusz Skupień    | ROW Rybnik           | 20+4  | (4,3,5,4,u,4) +4  |  |
| 9    | (11) Bernard Jąder        | Unia Tarnów          | 10+3  | (3,0,4,2,0,1) +3  |  |
| 10   | (10) Sławomir Dudek       | Falubaz Zielona Góra | 10+2  | (d,2,5,0,1,2) +2  |  |
| 11   | (22) Cezary Owiżyc        | Stal Gorzów Wlkp.    | 11+d  | (1,5,2,1,2,d) +d  |  |
| 12   | (6) Ryszard Franczyszyn   | Stal Gorzów Wlkp.    | 16+ns | (4,4,3,3,2,d) +ns |  |
| 13   | (7) Mariusz Okoniewski    | Unia Leszno          | 10    | (5,5,u/ns)        |  |
| 14   | (20) Jan Krzystyniak      | Unia Leszno          | 7     | (2,1,4)           |  |
| 15   | (4) Zdeněk Tesař          | Czechosłowacja       | 7     | (2,3,2)           |  |
| 16   | (21) Stanisław Miedziński | Apator Toruń         | 6     | (3,2,1)           |  |
| 17   | (17) Dariusz Baliński     | Unia Leszno          | 5     | (3,0,2)           |  |
| 18   | (12) Petr Kučera          | Czechosłowacja       | 5     | (2,3,u/ns)        |  |
| 19   | (9) Jarosław Szymkowiak   | Falubaz Zielona Góra | 5     | (1,1,3)           |  |
| 20   | (5) Antoni Skupień        | ROW Rybnik           | 4     | (3,w,1)           |  |
| 21   | (14) Zbigniew Błażejczak  | Falubaz Zielona Góra | 4     | (1,2,1)           |  |
| 22   | (2) Leon Kujawski         | Start Gniezno        | 2     | (1,1,0)           |  |
| 23   | (18) Mieczysław Woźniak   | Start Gniezno        | 1     | (0,1,0)           |  |
| 24   | (19) Grzegorz Sterna      | Unia Leszno          | 0     | (0,d,0)           |  |